# Gerassimow-Institut für Kinematographie
Das Gerassimow-Institut für Kinematographie, oft auch als WGIK abgekürzt (russisch Всероссийский государственный институт кинематографии имени С. А. Герасимова, ВГИК), ist eine staatliche Filmhochschule in Moskau.

## Geschichte
Das Institut für Kinematographie wurde 1919 von Wladimir Gardin als Moskauer Filmschule gegründet und ist damit die älteste Filmhochschule weltweit.
Von 1934 bis 1991 hieß das Institut „Staatliches All-Unions-Institut für Kinematographie“ (russisch Всесоюзный государственный институт кинематографии). 1986 wurde es zusätzlich nach dem russischen Regisseur und Schauspieler Sergei Gerassimow benannt.

## Lehrkörper
- Alexei Batalow (1928–2017), sowjetischer und russischer Schauspieler, Regisseur und Drehbuchautor
- Sergei Bondartschuk (1920–1994), sowjetischer und russischer Filmregisseur, Drehbuchautor und Schauspieler
- Marlen Chuzijew (1925–2019), sowjetisch-russischer Filmregisseur, Drehbuchautor und Schauspieler
- Alexander Dowschenko (1894–1956), sowjetischer Regisseur und Schriftsteller
- Sergei Eisenstein  (1898–1948), sowjetischer Regisseur
- Sergei Gerassimow (1906–1985), sowjetischer Filmregisseur, Drehbuchautor und Schauspieler
- Roman Karmen (1906–1978), sowjetischer Dokumentarfilmregisseur und Kameramann
- Lew Kuleschow (1899–1970), sowjetischer Regisseur
- Wsewolod Pudowkin (1893–1953), sowjetischer Filmregisseur, Schauspieler und Filmtheoretiker
- Juli Raisman (1903–1994), sowjetischer Regisseur und Drehbuchautor
- Michail Romm (1901–1971), sowjetischer Filmregisseur und Drehbuchautor
- Andrei Uschakow (* 1963), russischer Trickfilm-Regisseur und -Produzent

## Absolventen (Auswahl)
- 1953: Nikolai Nikolajewitsch Rybnikow (1930–1990), sowjetische Schauspieler
- 1954: Ija Arepina (1930–2003), sowjetische Schauspielerin
- 1959: Kira Muratova (1934–2018), sowjetische Regisseurin
- 1964: Zaur Dakhte (1936–2024), sowjetischer Kameramann
- 1969: Wjatscheslaw Nikiforow (* 1942), sowjetischer, belarussischer und russischer Regisseur, Drehbuchautor, Schauspieler und Lehrer
- 1972: Alexei Rodionow (* 1947), russischer Kameramann
- 1975: Wiktor Semenjuk (1940–2014), russischer Dokumentarfilmregisseur
- 1975: Karen Schachnasarow (* 1952), russischer Filmregisseur, Produzent und Drehbuchautor
- 1976: Ilmar Taska (* 1953), estnischer Filmregisseur, Produzent, Drehbuchautor und Schriftsteller
- 2004: Aljona Polunina (* 1975) russische Filmregisseurin